# Myndus nevadensis
Myndus nevadensis är en insektsart som beskrevs av Kramer 1979. Myndus nevadensis ingår i släktet Myndus och familjen kilstritar. Inga underarter finns listade i Catalogue of Life.